# 多齒前肛鰻
多齒前肛鰻，為輻鰭魚綱鰻鱺目通鰓鰻科的其中一個種。

## 分布
本魚分布於印度西太平洋海域。

## 特徵
本魚無鱗，具有胸鰭。上頜較下頜長。前上頜骨齒2枚。上頜骨齒細小，形成3列齒帶。下頜骨齒1列，前2顆較大，後端皆小型齒；鋤骨齒5枚。前上頜骨齒與鋤骨齒為複合齒，每一枚複合齒之基部有一小丘狀組織。背鰭起於胸鰭基部之上。脊椎骨數128至140。體長為體高的15.6倍；尾長為頭與軀幹的6.7倍；頭長為吻長的3.3倍。口裂超過眼之後緣。眼小，有尾鰭。肛門至鰓裂之距離小於頭長。體褐色，下方較淡；背鰭、臀鰭為白色。

## 生態
屬於底棲魚類，在100至200公尺深之海底生活，以小型魚類、甲殼類及軟體動物為食。

## 經濟利用
數量少，不具經濟價值。